# 新堂本兄弟
《新堂本兄弟》是日本富士電視台的一個音樂兼綜藝節目。原名《堂本兄弟》，於2004年10月17日更名，進入《新堂本兄弟》階段，於日本時間毎週日深夜23:15－23:45播出。

## 概要
《堂本兄弟》於2001年4月8日開始播出，時間是22:00－22:30，共三十分鐘，原本是作為「EZ!TV」的熱場節目。固定主持人堂本剛與堂本光一在節目初期時，主要是以「堂本兄弟」的角色設定出現（兄：堂本進＝堂本剛扮演；弟：堂本步＝堂本光一扮演），目的是希望與本節目的前身（KinKi Kids主持的綜藝音樂節目「LOVE LOVE我愛你」）作出區隔；但有時還是會以「KinKi Kids」的名義出現，實際上是兩者並行著使用。節目每週邀請一組（一位）來賓，以進行談話、趣味單元與歌曲現場演唱為主要流程。
富士電視臺《新堂本兄弟》節目於2014年9月28日迎來最終回，結束了其13年半的歷史。
最終回播出了整整30分鐘的LIVE，由堂本兄弟樂隊為大家帶來一首接一首KinKi Kids名曲。最後該節目所有出演者一起合唱“堂本兄弟主題曲~Last Live版本”，為該節目畫上了句號。作為主持人之一的堂本光一對節目表示了戀戀不捨的心情“從《LOVE LOVE》到現在18年，作為KinKi Kids的一員，一直跟隨著這個節目在學習音樂。這樣的一個節目就要沒有了，我覺得很寂寞。能夠做些什麼就好了，雖說可能僅僅只是一夜限定”。節目另一主持人堂本剛則表達了自己的強烈想法“我會帶著對音樂的留戀一直走下去”。

## 主持人
- 堂本剛（堂本進）
- 堂本光一（堂本步）

### 「堂本兄弟」角色設定
- 兄：堂本進
1978年4月11日出生，秋田縣出身。喜歡的藝人是Bob Dylan，喜歡的食物是鹽燒牛舌。
- 弟：堂本步
1979年1月2日出生，岩手縣出身。喜歡的藝人是James Brown，喜歡的食物是薑燒牛肉定食。

節目最初時期，重視要在節目中以｢進｣、｢步｣、還有｢堂本兄弟｣的角色設定來彼此稱呼，但慢慢這個角色設定大家也覺得｢應該夠了吧｣，慢慢的減少使用，最後只有節目名稱「堂本兄弟」延用至今成為紀念。
在角色設定中兩人是同父異母兄弟，在東京的動畫專門學校相遇，想要以｢堂本兄弟｣作為樂團名稱出道而努力奮鬥中。
兩人的父親名為「堂本拓郎」，母親各自名為「堂本美代子」、「堂本愛子」。（關於此家族角色命名，父親的名稱是根據實際在「LOVE LOVE我愛你」節目一起共同演出的名歌手吉田拓郎，母親則就根據吉田拓郎的前妻與妻子：「浅田美代子」與「森下愛子」而來。）

### 堂本兄弟樂團（DOMOTO BROTHER BAND）
堂本兄弟樂團（DOMOTO BROTHER BAND，縮寫為DMBB）是在本節目中主要擔任現場伴奏的樂團，樂團中一部分成員也會參加談話部分。節目初期主要是請已解散的、或目前的熱門樂團成員來組成；雖然是為了與前身節目《LOVE LOVE我愛你》的伴奏樂團「LOVE LOVE ALL STARS」（縮寫為LLAS）、其主要成員是純職業樂手作出區隔，但基於演奏實力考量，後來仍不免起用LLAS樂團時期也有參與的吉田建、村上秀一等人以強化並穩定演出。
從某一時期曾有過雙鼓手的編制，或某一時期只現場演奏「堂本兄弟主題曲」這首歌等例子看來，或許可推測是當時起用的年輕樂手有實力不足或不夠穩定等的現象，而刻意將現場樂團演出方式作出調整。另外，鼓與貝斯的擔任者變更了許多次，這方面也有可能是為了讓個性派的年輕樂手能多多在本節目中露臉演出。

#### 樂團成員
由2003年4月開始的成員：
- 吉田建 （貝斯 、音樂監督）
- 土屋公平 （前STREET SLIDERS樂團成員、吉他） - ※節目第2回開始～
- 高見沢俊彦 （THE ALFEE樂團成員、吉他）

由2006年4月開始的成員：
- 武田真治 （薩克斯風）
- 屋敷豪太 （鼓）
- 浅倉大介 （鍵盤）

由2011年5月開始的成員：
- 槙原敬之
- 西川貴教
- 高橋南（AKB48）

2011年7月開始的成員：
- 花井悠希（小提琴）

2013年4月開始的成員：
- 樽美酒研二（Golden Bomber）
- Kavka Shishido（シシド・カフカ）

2014年4月開始的成員：
- TOMOMI（SCANDAL）

支援成員：
即非固定成員，是不定期參加的樂手。
或者根據歌曲有需要弦樂團或管樂團編制時，所聘請的特別樂手。
- 北風一郎（美國人，本名PAUL GILBERT） （Racer X、前Mr.BIG樂團成員、吉他）
- 坂崎幸之助 （THE ALFEE、吉他）
- 武部聡志（鍵盤）
- サンコンJr （ULFULS樂團成員、鼓）
- 村石雅行 （鼓）

#### 已退出的舊成員
「堂本兄弟」時代：
- Gackt （前MALICE MIZER樂團成員，鋼琴）　　　★曾擔任節目最後「節目贊助者」的配音
- 恩田快人 （前JUDY AND MARY樂團成員，貝斯）
- 真矢 （前LUNA SEA樂團成員，鼓）
- 誠 （射亂Q樂團成員，鼓）
- NOISY （前SEX MACHINEGUNS樂團成員、現DUSTAR-3成員、貝斯）
- TO-BU （THE☆SCANTY樂團成員，鼓）
- YURAサマ （Psycho le Cemu樂團成員，鼓）
- SHAKAN'BASS （前麻波25樂團成員，貝斯）
- 堂島孝平 （吉他）

「新堂本兄弟」時代：
- 雅-miyavi- （吉他，2004年10月時，參加一個月）
- 木村KAELA （合音）
- HIBARI （合音）
- 上原奈美 （合音）
- 金城綾乃 （Kiroro樂團成員，鋼琴）
- 吉村由美 （女子組合Puffy成員，合音）
- 村上秀一 （爵士鼓、鼓）
- 江成和巳 （鍵盤）★曾擔任節目最後「節目贊助者」的配音　※2006年4－5月間一時退出，6月時回歸，由於當時浅倉大介也仍繼續擔任鍵盤手、所以與深田恭子三人合為三鍵盤手編制。但6月份中只有出演一次，直到LOVE LOVE・堂本兄弟10周年記念直播特別節目後就沒有再演出。
- 華原朋美 （合音） - ※2007年1－5月間由於療養一時退出，於5月22日錄影回歸。6月28日與所屬事務所的契約解除之後，已確定從成員名單中退出。
- SunMin （合音）
- 浦嶋りんこ （前FUNK THE PEANUTS成員，合音）
- BROTHER・TOM （bubble gum・Brothers樂團成員，合音）
- 深田恭子 （鋼琴）
- HALCALI（合音）

本節目最初開始時，對樂團成員中的真矢、Gackt、恩田快人、土屋公平、PAUL GILBERT都各自取了暱稱來稱呼，目的是要搭配《堂本兄弟》此角色設定中「知名樂手們每夜都秘密聚會的LIVE HOUSE」。

## 節目製作群
- 構成：津曲裕之、高須光聖（御影屋聖）、大野ケイスケ、山内浩嗣、福田雄一
- 監修：田家秀樹
- 音樂監督：吉田建
- 旁白主持：小林俊夫（「堂本一問一答」單元中的天音、以及節目最後告知單元旁白（不定期））、柳沢真由美（「堂本BEST HIT 高見澤」單元中VTR的旁白）、古賀慶太（曾擔任）
- TP（技術監製）：馬場直幸
- TD（技術指導）：佐佐木信一
- SW（畫面來源切換）：二見健二（曾任攝影師）
- 攝影師：斉藤伸介
- VE：金森健彦
- AUD：太田宗孝
- PA：松田勝治
- LP：植松晃一
- LD：三好裕治
- 燈光：PRG ASIA LIGHTING
- 鏡頭遠端操控（Cam Remote）：Double vision
- 音響效果： 中田圭三（4-Legs）
- MA：若月正幸（4-Legs）
- 剪輯：ゴン三浦（IMAGICA）
- 時間監控（Time Keeper）：石原由季
- 美術製作：大坊雄二
- 設計：越野幸栄、きくちまさと（菊池正人）
- 美術進行：内山高太郎
- 大型道具：吉野雅則
- 外框（Art Frame）：菅沼和海
- 電子裝飾：今石純一
- 壓克力裝飾：鈴木正樹
- 視覺效果：小熊雅樹
- 裝飾：菅野知洋
- 樂器管理：磯元洋一
- 動作指導／編舞：カーニヴァル三浦
- CG：松本幸也
- 廣告：柿崎知巳
- WEB MASTER：鬼熊陽一郎 
  - WEB COMIX：川村麻子
- 公關：猪熊伴子　→　清野真紀
- 化妝：小林ちえ
- 造型：四方修平（負責堂本光一）、渡辺奈央（負責堂本剛）
- 製作進行：望月靖子
- AP（助理製作）：宇賀神裕子、加藤万貴
- 導播：深沢ボン、福井倫子、浜崎綾
- 製作人：三浦淳（曾任導播）
- 演出監督：藪木健太郎（曾任導播）
- 首席製作人：菊池伸（曾任製作人）
- 技術支援：共同電視、Fuji Lighting and Technology、SUNPHONIX
- 製作支援：CELL、EAST製作公司、ESP、YAMAHA
- 製作：音組

### 已退出的製作群
- 演出：城野智則
- 導播：志方聡、塩谷亮
- SW（畫面來源切換）：菅野恒雄
- 美術製作：石鍋伸一朗、井上明裕

## 另見
- HEY!HEY!HEY!MUSIC CHAMP
- LOVE LOVE我愛你
- 我們的音樂 Our Music
- MUSIC FAIR

## 節目的變遷
| 日本 富士電視台 週日23:15－23:45 | 日本 富士電視台 週日23:15－23:45            | 日本 富士電視台 週日23:15－23:45 |
| -------------------------------- | ------------------------------------------- | -------------------------------- |
|                                  | 堂本兄弟→新堂本兄弟 （2001.4.8－2014.9.28） |                                  |
| —                                | —                                           |                                  |

| 臺灣 國興衛視 | 臺灣 國興衛視 | 臺灣 國興衛視 |
| ------------- | ------------- | ------------- |
|               | 堂本兄弟      |               |
| —             | —             |               |

| 香港 無綫電視翡翠台 | 香港 無綫電視翡翠台 | 香港 無綫電視翡翠台 |
| ------------------- | ------------------- | ------------------- |
|                     | 堂本兄弟            |                     |
| —                   | —                   |                     |